# Marquesina

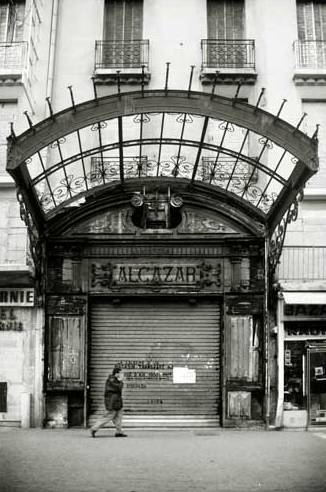
Antiga entrada al teatre Alcazar (Marsella)

En arquitectura i construcció, una  marquesina  és una coberta (normalment de vidre), davant d'un portal, un porxo o una finestra, que serveix com un refugi de la pluja, el vent o el sol. Sol ser rectangular d'una, dues o tres peces, o de vegades semicircular.
L'estructura d'una  marquesina  està feta generalment de metall o de formigó armat (algunes vegades de fusta), i és sovint sostinguda per suports, que poden consistir en volutes decoratives. Es poden trobar algunes  marquesines  molt treballades, amb una complexa estructura metàl·lica (o de formigó), sobretot en les estacions, teatres, hotels, cafès, etc.

## Història
Originalment, es donava el nom de marquesina a un tros de tela estès sobre l'entrada d'una botiga o edifici per protegir-la de la pluja o el sol, aquest element es trobava també en els vaixells.
Les  marquesines  modernes poden ser de diversos materials per exemple plexiglàs. Per deformació, de vegades es diu marquesina a alguns tendals de materials semblants.